# Список особо охраняемых природных территорий Республики Алтай

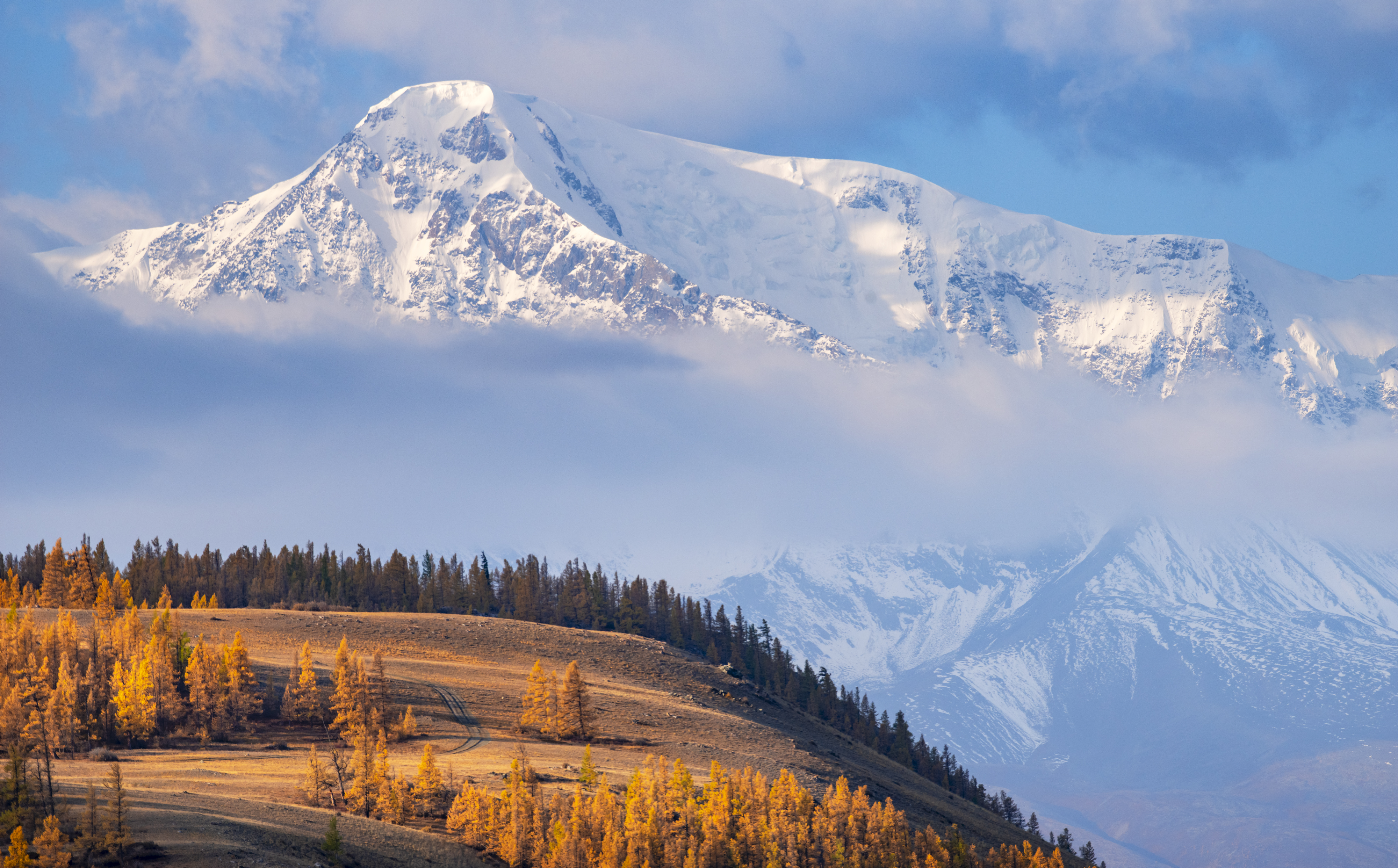
Вид на гору Куркурек, из курайской степи

На 2019 год в список ООПТ Республики Алтай включены 57 объектов, из них 5 объектов федерального значения и 52 объекта регионального.

## Заповедники
На территории Республики Алтай располагаются два государственных природных заповедника. Оба объекта входят в список всемирного наследия ЮНЕСКО под общим названием «Золотые горы Алтая».
| № п/п | Название  | Площадь га | Международный статус | Административный район  | Год образования |
| ----- | --------- | ---------- | -------------------- | ----------------------- | --------------- |
| 1     | Алтайский | 871 206,6  | Биосферный резерват  | Турочакский /Улаганский | 1967            |
| 2     | Катунский | 151 664,6  | Биосферный резерват  | Усть-Коксинский         | 1991            |

## Национальные парки
В статусе национального парка в Республике Алтай действует один объект.
| № п/п | Название     | Площадь га | Значение    | Административный район | Год образования | статус      |
| ----- | ------------ | ---------- | ----------- | ---------------------- | --------------- | ----------- |
| 5     | Сайлюгемский | 118 537    | федеральный | Кош-Агачский           | 2010            | действующий |

## Природные парки
К действующим природным паркам относятся четыре территории. Природный парк «Катунь» утратил статус парка; одна из территорий находится в стадии перспективной разработки. ООПТ на плато Укок входит в список всемирного наследия ЮНЕСКО в составе объекта Золотые горы Алтая.
| № п/п | Название              | Площадь га | Значение     | Административный район  | Год образования | статус        |
| ----- | --------------------- | ---------- | ------------ | ----------------------- | --------------- | ------------- |
| 1     | Белуха                | 131 270    | региональный | Усть-Коксинский         | 1997            | действующий   |
| 2     | Зона покоя плато Укок | 254 204    | региональный | Кош-Агачский            | 2005            | действующий   |
| 3     | Уч Энмек              | 81 123     | региональный | Онгудайский             | 2001            | действующий   |
| 4     | Тубаларский           | 97 900     | региональный | Турочакский / Чойский   |                 | перспективный |
| 5     | Катунь                |            | региональный | Майминский / Чемальский | 2002            | утраченный    |

## Природно-хозяйственные парки
В Республике функционируют два объекта со статусом парк.
| № п/п | Название | Площадь га | Значение     | Административный район | Год образования | статус           |
| ----- | -------- | ---------- | ------------ | ---------------------- | --------------- | ---------------- |
| 1     | Аргут    | 20 572     | региональный | Кош-Агачский           | 2010            | реорганизованный |
| 2     | Чуй-Оозы | 810        | региональный | Онгудайский            | 2002            | действующий      |

## Дендрологические парки и ботанические сады
Государственные ботанические сады на территории Республики Алтай
| № п/п | Название                                          | Площадь га | Значение    | Административный район | Год образования | статус      |
| ----- | ------------------------------------------------- | ---------- | ----------- | ---------------------- | --------------- | ----------- |
| 1     | Горно-Алтайский ботанический сад                  | 59,7       | федеральный | Шебалинский            | 1994            | действующий |
| 2     | Агробиостанция Горно-Алтайского гос. университета | 38,6       | федеральный | г. Горноалтайск        | 2012            | действующий |

## Заказники
К государственным природным заказникам в Республики Алтай относятся два действующих объекта.
| № п/п | Название      | Площадь га | Значение     | Административный район     | Год образования | статус      |
| ----- | ------------- | ---------- | ------------ | -------------------------- | --------------- | ----------- |
| 1     | Шавлинский    | 246 601    | региональный | Кош-Агачский / Онгудайский | 2002            | действующий |
| 2     | Сумультинский | 255 352    | региональный | Онгудайский                | 2002            | действующий |
| 3     | Кош-Агачский  |            | региональный | Кош-Агачский               |                 | утраченный  |

## Лечебно-оздоровительная местность[21]
С таким статусов в категории действующих объектов в Республике Алтай действует один объект. 
| № п/п | Название | Площадь га | Значение     | Административный район | Год образования | статус      |
| ----- | -------- | ---------- | ------------ | ---------------------- | --------------- | ----------- |
| 1     | Чемал    | 118 537    | региональный | Шебалинский            | 1971            | действующий |

## Памятники природы
Наибольшее количество объектов ООПТ Республики Алтай содержится в категории Памятники природы. Перечень памятников природы утвержден постановлениями Правительства Республики Алтай. дополнен постановлениями
Действующих памятников — 44, исключенных объектов — 3
По группам объектов:
- водопад — 2
- гора — 3
- источник — 12
- ландшафтный участок — 9
- озеро — 10
- перевал — 8

| № п/п | Наименование памятника природы | Тип                 | Административный район        |
| ----- | ------------------------------ | ------------------- | ----------------------------- |
| 1     | Музейная                       | пещера              | Усть-Канский                  |
| 2     | Кёк-Таш                        | пещера              | Шебалинский                   |
| 3     | Кульдюкская                    | пещера              | Шебалинский                   |
| 4     | Тут-Куш                        | пещера              | Чемальский                    |
| 6     | Таркольская                    | пещера              | Майминский                    |
| 7     | Каракокшинская                 | пещера              | Чойский                       |
| 8     | Манжерокское                   | озеро               | Майминский                    |
| 9     | Теньгинское                    | озеро               | Онгудайский                   |
| 10    | Каракольские (озёра)           | озеро               | Чемальский                    |
| 11    | Мультинские (озёра)            | озеро               | Усть-Коксинский               |
| 12    | Аккемское                      | озеро               | Усть-Коксинский               |
| 13    | Кучерлинское                   | озеро               | Усть-Коксинский               |
| 14    | Тайменьское                    | озеро               | Усть-Коксинский               |
| 15    | Садринское                     | озеро               | Турочакский                   |
| 16    | Телецкое                       | озеро               | Турочакский / Улаганский      |
| 17    | Туюкские (озёра)               | озеро               | Шебалинский                   |
| 20    | Текелю                         | водопад             | Усть-Коксинский               |
| 21    | Камышлинский                   | водопад             | Шебалинский                   |
| 22    | Белуха                         | гора                | Усть-Коксинский               |
| 23    | Иконостас                      | гора                | Турочакский                   |
| 24    | Белый Камень                   | гора                | Усть-Канский                  |
| 25    | Чике-Таман                     | перевал             | Онгудайский                   |
| 26    | Семинский                      | перевал             | Онгудайский                   |
| 27    | Аржан-Суу                      | источник            | Майминский                    |
| 28    | Черемшанский                   | источник            | Майминский                    |
| 29    | Челушманский                   | источник            | Улаганский                    |
| 30    | Чаган-Узунский                 | источник            | Кош-Агачский                  |
| 31    | Бугузунский                    | источник            | Кош-Агачский                  |
| 32    | Кадринский                     | источник            | Онгудайский                   |
| 33    | Курловские дачи                | источник            | Шебалинский                   |
| 34    | Святой ключ                    | источник            | Майминский                    |
| 35    | Кара-Кебек                     | источник            | Онгудайский                   |
| 36    | Большой Яломанский             | источник            | Онгудайский                   |
| 37    | Джумалинский Тёплый ключ       | источник            | Кош-Агачский                  |
| 38    | Манжерокский                   | источник            | Майминский                    |
| 39    | Усть-Семинский                 | ландшафтный участок | Шебалинский                   |
| 40    | Шишкулар-Катаил                | ландшафтный участок | Шебалинский                   |
| 41    | гора Комсомольская             | ландшафтный участок | г. Горно-Алтайск              |
| 42    | Челушманский                   | ландшафтный участок | Улаганский                    |
| 43    | Майминский рыхлый вал          | ландшафтный участок | Майминский                    |
| 44    | Улалинский рыхлый вал          | ландшафтный участок | г. Горно-Алтайск              |
| 45    | Аскатская долина               | ландшафтный участок | Чемальский                    |
| 46    | Урочище Еланда                 | ландшафтный участок | г. Горно-Алтайск / Майминский |
| 47    | Турочакский                    | ландшафтный участок | Турочакский                   |

#### Исключенные объекты[28]
| № п/п | Наименование памятника природы | Тип         | Административный район |
| ----- | ------------------------------ | ----------- | ---------------------- |
| 5     | Талдинская карстовая Арка      | пещера      | Шебалинский            |
| 18    | Текст ячейки                   | участок рек | Текст ячейки           |
| 19    | Корбу                          | водопад     | Шебалинский            |